# Schloss Sigmundskron
Schloss Sigmundskron (auch Firmian, italienisch Castel Firmiano) ist eine ausgedehnte Burg- und Festungsanlage bei Bozen in Südtirol. Die Ruine beherbergt heute das vierte Bergmuseum des Südtiroler Extrembergsteigers Reinhold Messner. Am 9. Juni 2006 wurde das MMM (Messner Mountain Museum Firmian) in der spätmittelalterlichen Festungsanlage eröffnet.

## Geographische Lage
Sigmundskron liegt auf dem nördlichsten Ausläufer des Mitterbergs (hier auch Kaiserberg genannt) im Etschtal am Südwestrand des Bozner Talkessels. Administrativ liegt die Burg auf dem Gemeindegebiet von Bozen; die nächstgelegene Siedlung ist Frangart, eine Fraktion von Eppan. Unterhalb des Porphyrfelsens fließen Etsch und Eisack. Durch den Felsen unter der Burg verläuft die Schnellstraße Meran–Bozen in einem Tunnel.

## Geschichte
Die erste Erwähnung unter dem Namen Formicaria (= Ameisenhaufen) (später Formigar) stammt aus dem Jahre 945. Kaiser Konrad II. übergab 1027 die Burg dem Bischof von Trient. Im 12. und 13. Jahrhundert wurde sie mehreren Ministerialenfamilien (Estrich, Hahn, Häring, Kastraun, Ripp und Zungel) verliehen, die sich von da an von Firmian nannten. Um 1473 kaufte der Landesfürst von Tirol, Herzog Sigmund der Münzreiche, die Burg, benannte sie in Schloss Sigmundskron um (1474: „unser slosz Sigmundskron“) und ließ sie mit Bering und Ecktürmen massiv ausbauen, so dass sie Feuerwaffen standhalten konnte. Von der alten Burg Formigar blieben nur noch relativ kleine Reste erhalten, größtenteils auf dem höchsten Punkt des Festungsterrains rund um die Burgkapelle St. Blasius und Ulrich von Augsburg gelegen. Wegen finanzieller Schwierigkeiten musste Sigmund die Burg bald darauf verpfänden. In der Folge verfiel die Anlage zunehmend.
Ende des 18. Jahrhunderts gehörte die Burg den Grafen Wolkenstein, 1807 bis 1870 den Grafen von Sarnthein, danach bis 1994 den Grafen Toggenburg. 1976 wurde die Halbruine von einer Gastwirtsfamilie teilweise restauriert und ein Gastbetrieb eröffnet. 1996 ging das Schloss in das Eigentum der Südtiroler Landesverwaltung über. Im Frühjahr 2003 erhielt Reinhold Messner nach vielen Diskussionen eine Konzession für die Benutzung der Anlage für ein seit langem geplantes Bergmuseum. Das architektonische Adaptierungsprojekt besorgte Werner Tscholl.
Bei Bauarbeiten wurde im März 2006 ein jungsteinzeitliches Grab entdeckt, in dem Skelettreste einer Frau gefunden wurden. Das Alter des Grabes wird auf 6000 bis 7000 Jahre geschätzt.

## Sigmundskron als Symbol der Autonomiebestrebung
Die Festungsanlage ist ein wichtiges politisches Symbol für die Südtiroler: Am 17. November 1957 fand hier unter der Führung von Silvius Magnago die Großkundgebung von Schloss Sigmundskron statt. Über 30.000 Südtiroler versammelten sich in der Burganlage, um gegen die Nichteinhaltung des Pariser Abkommens zu protestieren und eine weitreichende Autonomie Südtirols zu fordern („Los von Trient“).

## Fotos

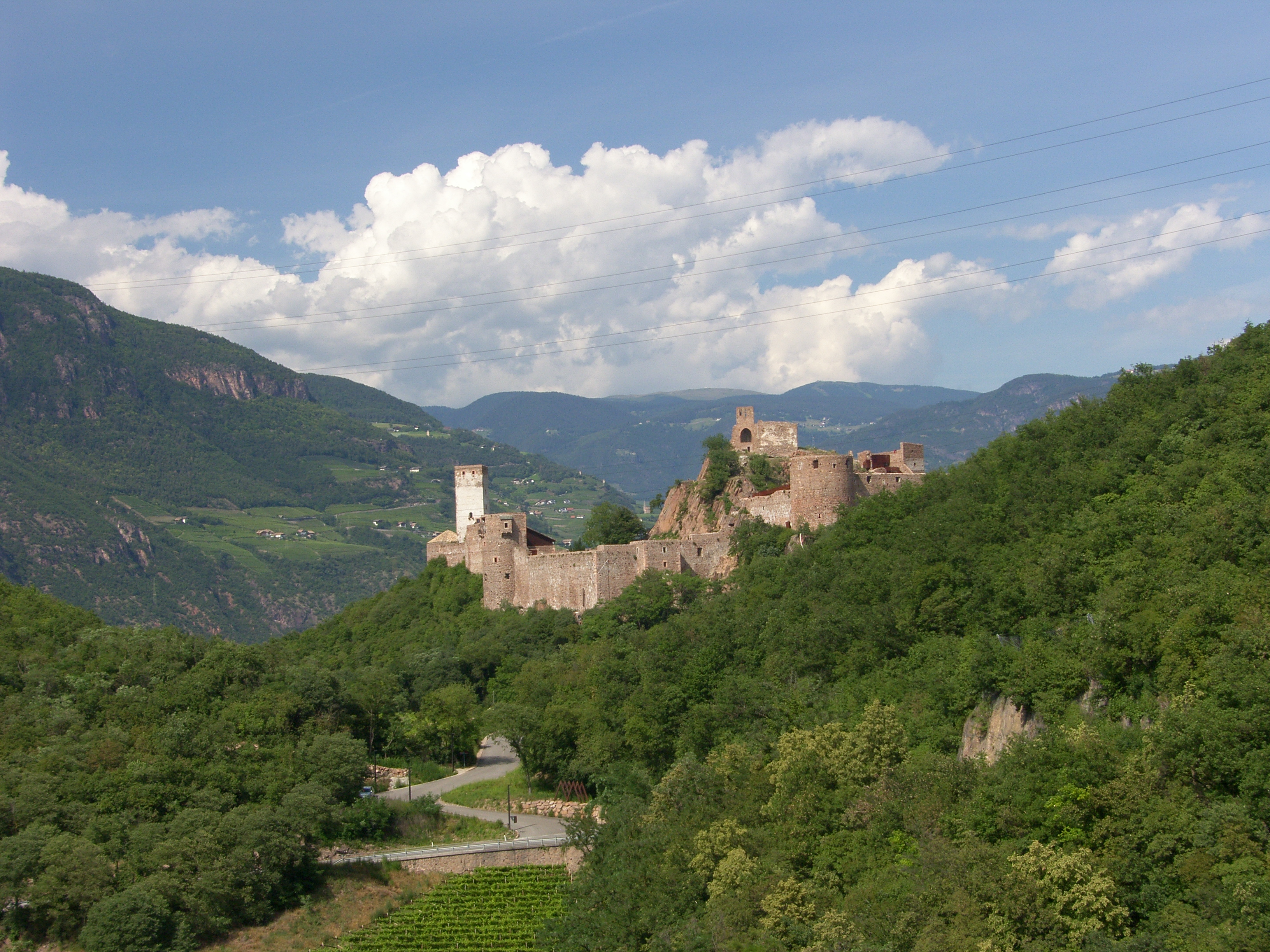
Sigmundskron, Ansicht aus Süd-West
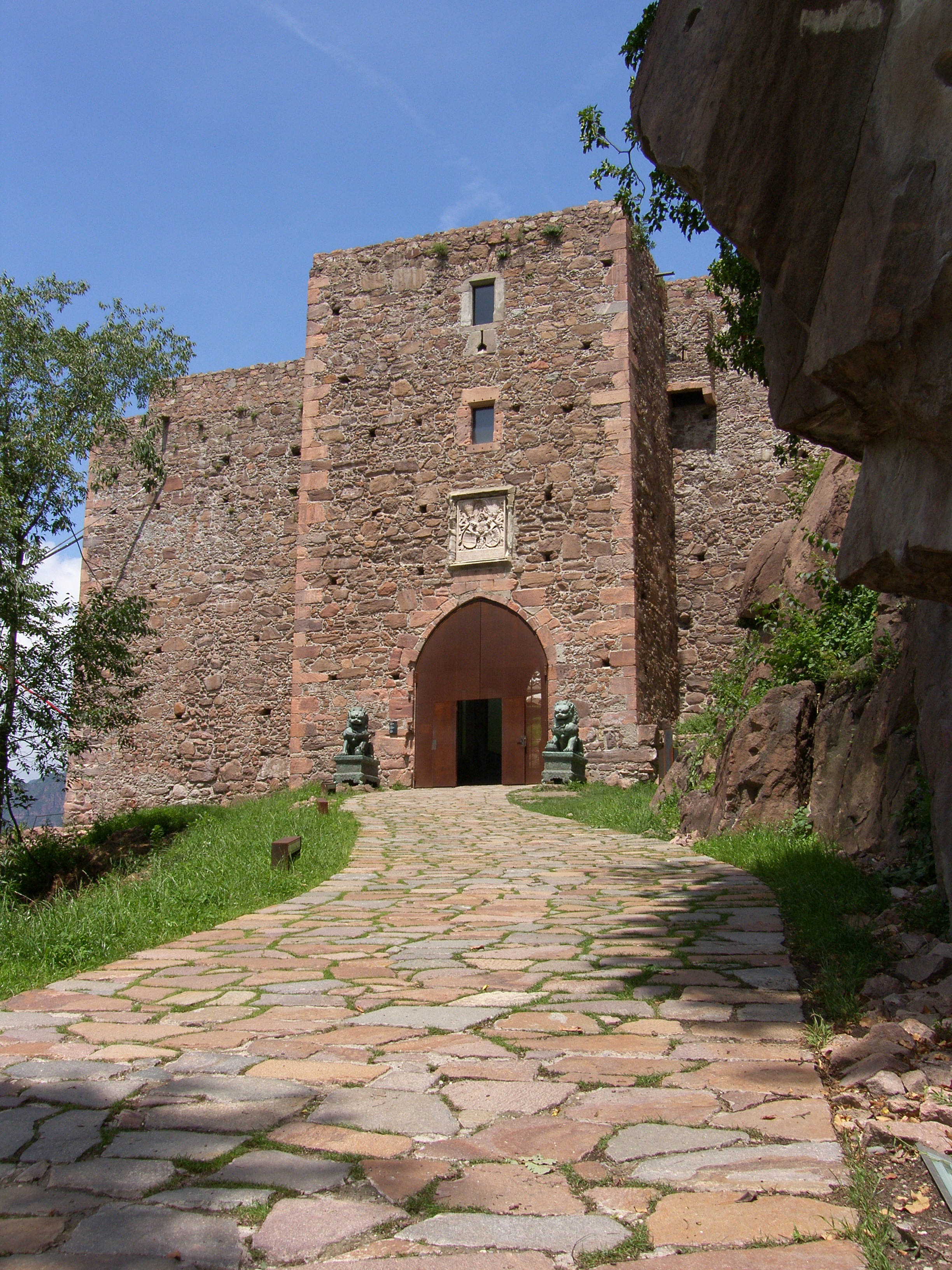
Eingangstor (Torturm)
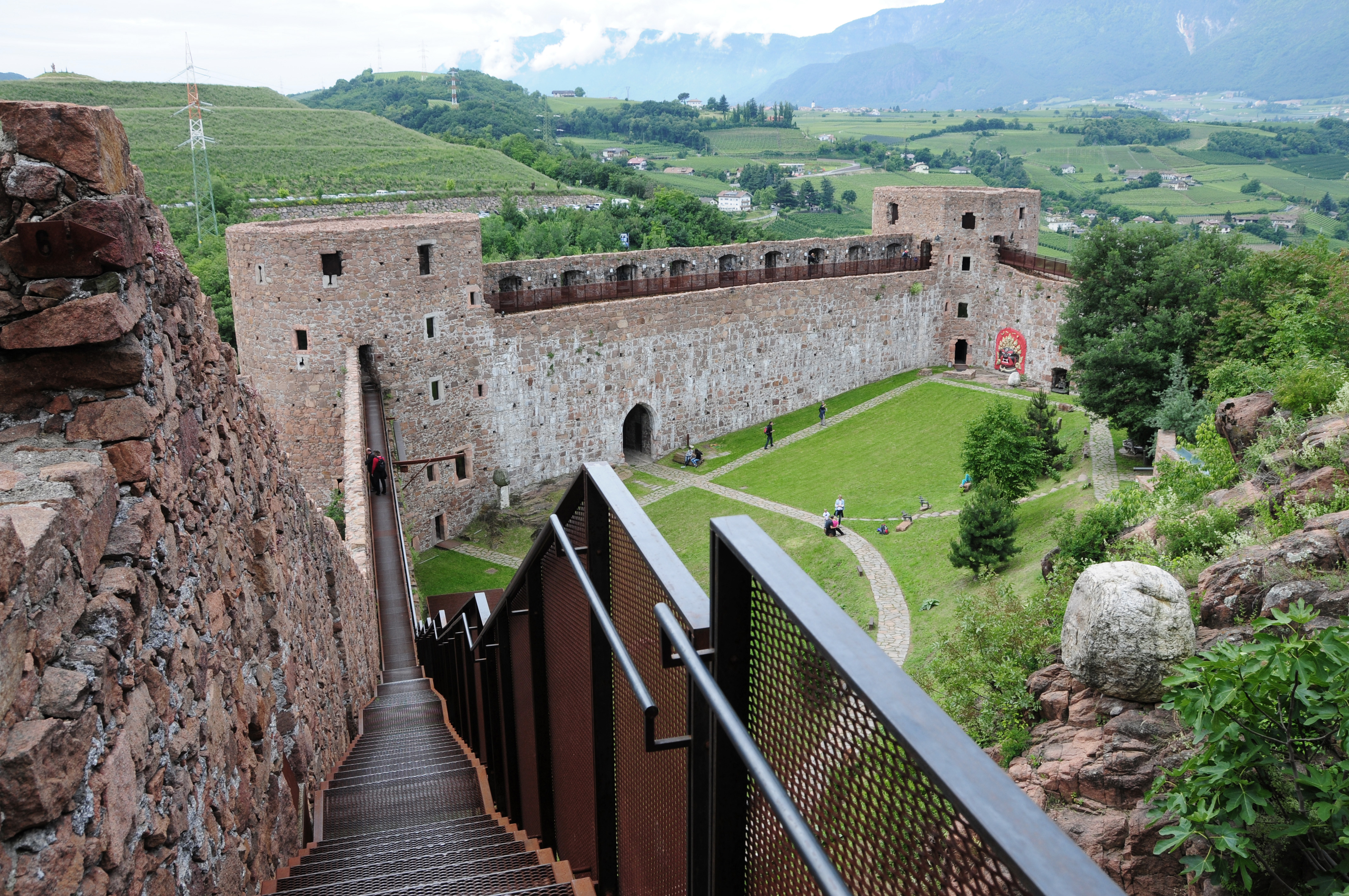
Mauer, Ostseite, Rundgang nach Süden mit Rondell Ost und Rondell West
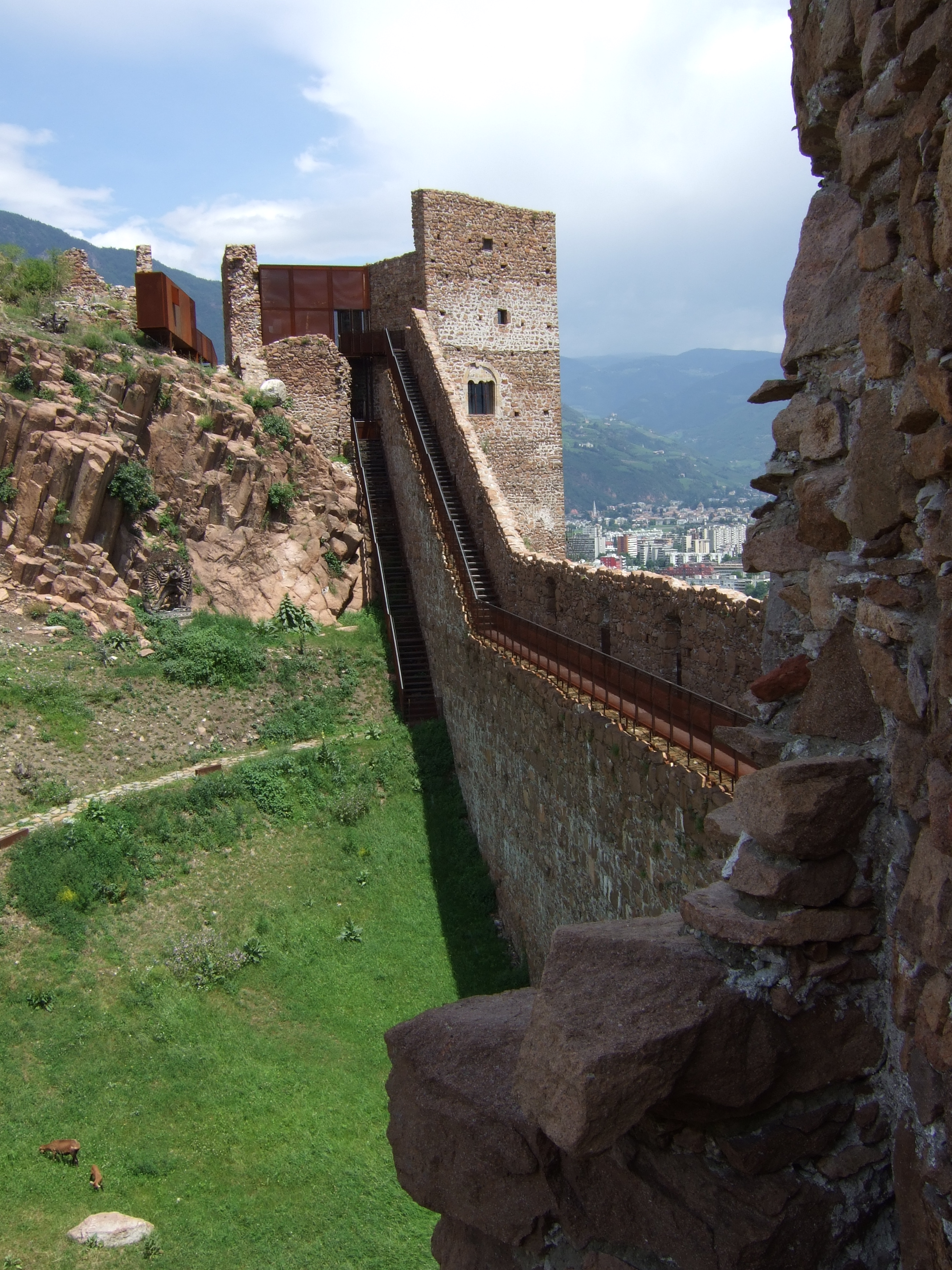
Mauer, Ostseite, Palas, im Hintergrund Bozen
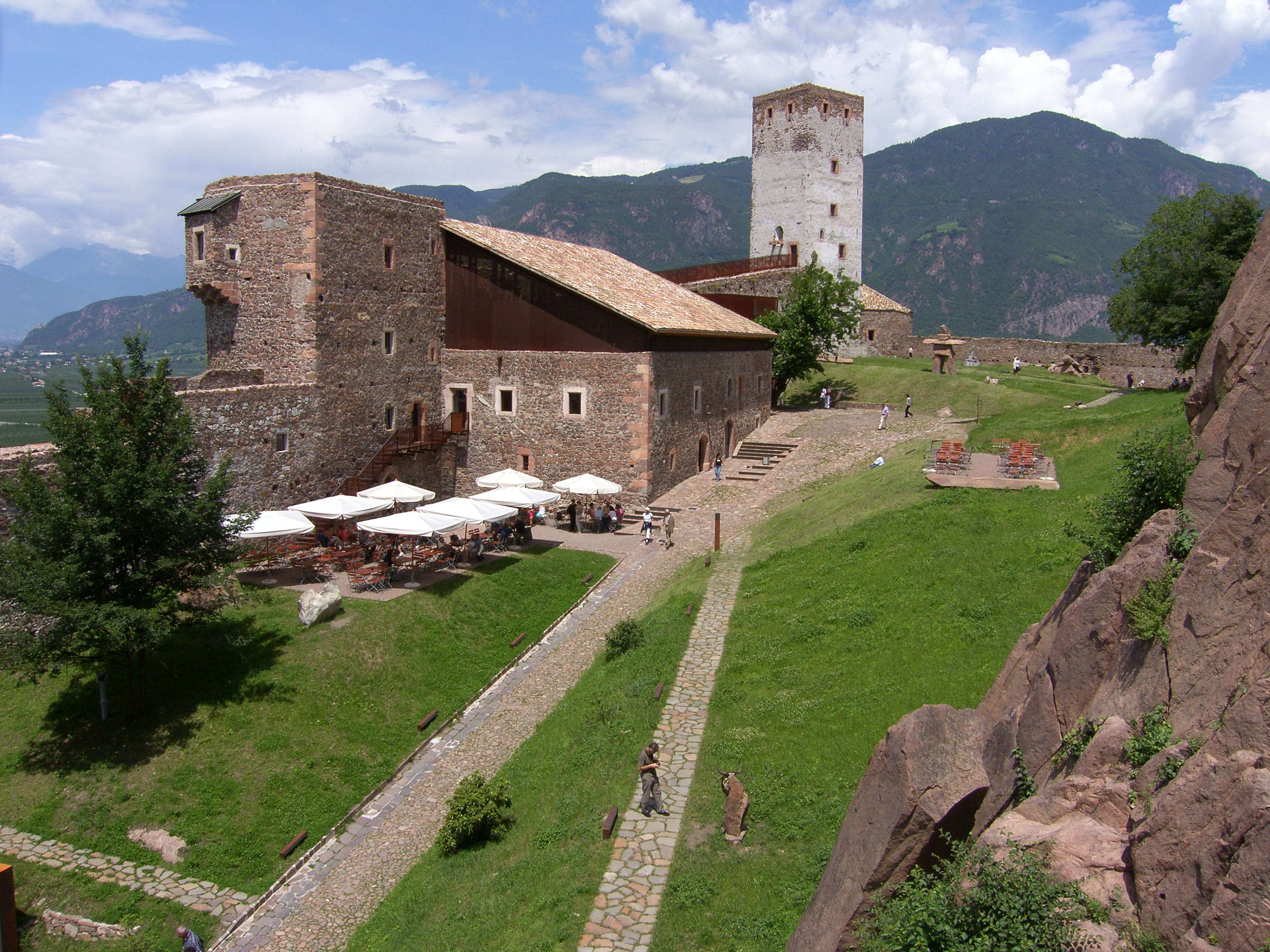
Hof im Eingangsbereich mit Wirtschaftsgebäude und sog. „Weißem Turm“
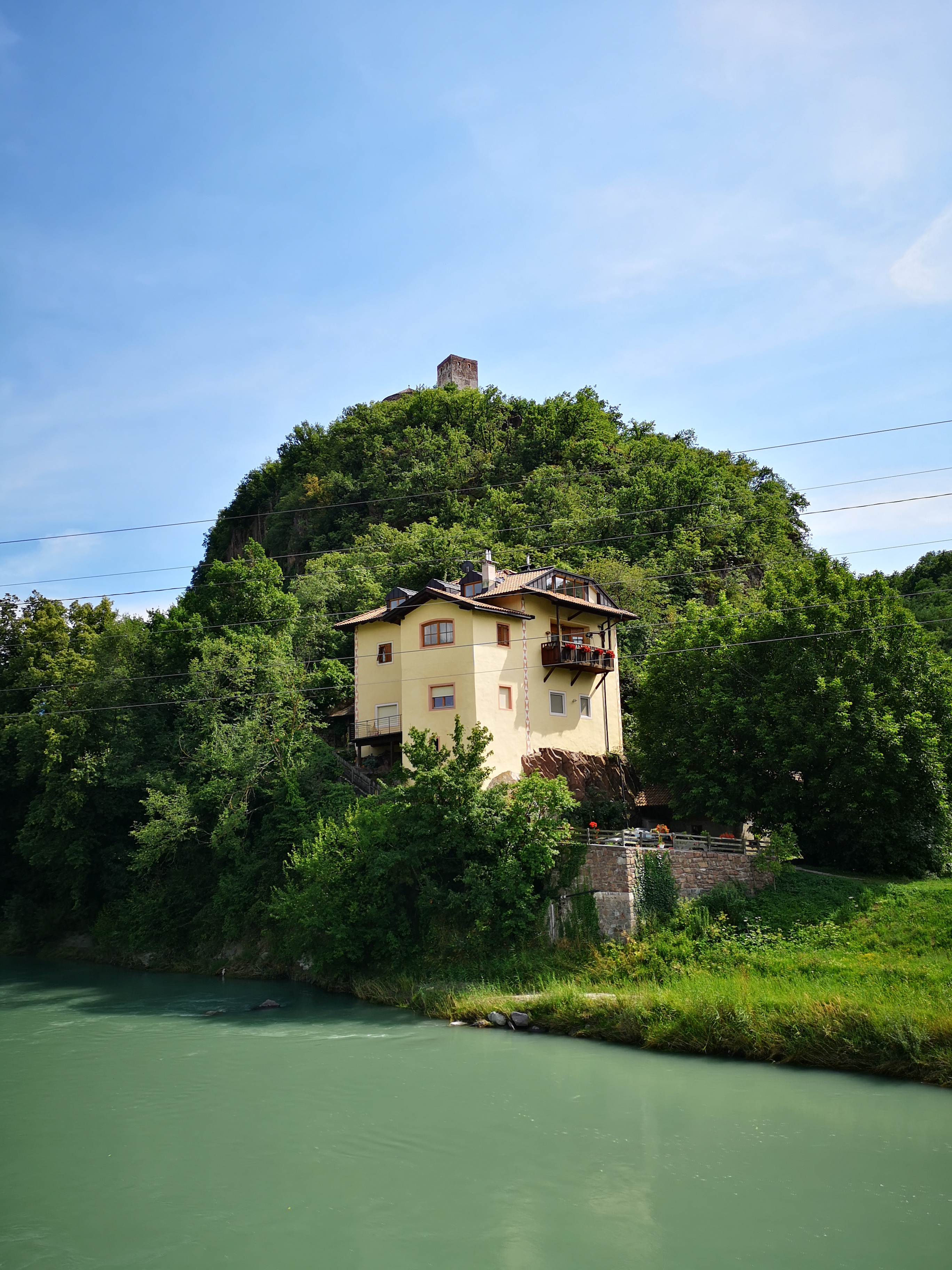
Die sog. „Fischerkuchel“ südlich der Etschbrücke unterhalb Sigmundskron